# هينريتش جونغ
هينريتش جونغ (بالألمانية: Heinrich Wilhelm Ewald Jung)‏ هو رياضياتي ألماني، ولد في 1876 في إسن في ألمانيا، وتوفي في 1953 في هاله في ألمانيا.